# Peter Chen
El Dr. Peter Pin-Shan Chen (en chino: Chen Pin-Shan, en chino tradicional, 陳品山; en chino simplificado, 陈品山; pinyin, Chén Pǐnshān, Taichung; 3 de enero de 1947) es un informático teórico estadounidense-taiwanés creador del modelo entidad-relación (modelo ER).

## Trayectoria
El Modelo Entidad-Relación ha sido la base para diversas metodologías sobre análisis y diseño de sistemas, herramientas de ingeniería de software asistida por computador (CASE) y repositorios de sistemas. En este sentido, el modelo ER ha sido utilizado por el IBM Repository Manager/MVS y por el DEC CDD/Plus. Los términos "modelo de entidad-relación (modelo ER)", "diagrama de entidad-relación (diagrama ER)" y "Peter Chen" son utilizados habitualmente en diccionarios en línea, libros, artículos, páginas Web, textos de aprendizaje y en especificaciones de productos comerciales.
El artículo original de Chen sobre el modelo ER es uno de los trabajos más citados en el campo de las ciencias de la computación. Este artículo ha sido recientemente galardonado como uno de los 38 artículos más influyentes para las ciencias de la computación, según una encuesta realizada a cerca de 1000 investigadores universitarios. En 1998, Peter Chen fue admitido como socio en la [Association for Computing Machinery].
Hoy en día, es muy probable encontrar al menos un capítulo que hable sobre el modelo ER en libros de diseño de sistemas de información o de bases de datos. También es muy probable ver que el modelo ER se explica en clases de Gestión de la Información. Por ejemplo, en la Universidad Estatal de Luisiana el modelo ER se enseña en el Departamento de Ciencias de la Computación del Colegio de Ciencias Básicas, en el Departamento de Sistemas de Información y Ciencias de la Decisión de la Escuela de Negocios, y en el Departamento de Ingeniería Industrial y Sistemas de Manufacturación del Colegio de Ingenieros. El modelo ER también se enseña en otras universidades, por ejemplo, en dos o tres cursos de la Escuela de Administración de la Información en Berkeley, en los programas de Biología Computacional y de Bioinformática de la Universidad de Pensilvania, también en la Universidad de Drexel, la Universidad de Virginia, y la Universidad de Hong Kong. Estos son solo algunos ejemplos, ya que actualmente se enseña el modelo ER en diversas instituciones de educación superior.
De acuerdo a una base de datos de referencias, el artículo de Chen está en el lugar 35 de los más citados en el ámbito de Ciencia de la Computación. A pesar de que este artículo fue publicado hace 30 años, en enero del 2005 fue el cuarto artículo más descargado de la Biblioteca Digital de la ACM.
El modelo ER fue adoptado como meta modelo estándar ANSI (ANSI Standard) en el Information Resource Directory System (IRDS). Además, en varias encuestas realizadas a compañías Fortune 500, la aproximación ER ha sido posicionada como la mejor metodología para el diseño de bases de datos, y como una de las mejores metodologías para el desarrollo de sistemas.
El trabajo del Profesor Chen está fuertemente referenciado en el libro Software Challenges, que fue publicado en 1993 por Time-Life Books como parte de la serie "Understanding Computers".
El trabajo del Dr. Chen es una de las piedras angulares en la ingeniería del software, y especialmente en la ingeniería del software asistida por computador (Computer-Aided Software Engineering – CASE). A finales de la década de 1980 y principios de la de 1990, el marco de trabajo de IBM para el Ciclo de Desarrollo de Aplicaciones (Application Development Cycle – AD/Cycle) y el repositorio DB2 (RM/MVS) estaban basados en el modelo ER. Los sistemas de repositorios de otros vendedores, como el CDD+ de Digital, también estaban basados en el modelo ER. Además, el Dr. Chen, mediante sus investigaciones y conferencias correspondientes a metodologías de desarrollo de sistemas estructurados, ha tenido un impacto significativo en la industria CASE. De hecho, el modelo ER ha influido en la mayoría de las herramientas CASE (CASE tools), incluyendo a ERWIN de Computer Associates, Designer/2000 de Oracle Corporation, y PowerDesigner de Sybase (e incluso en una herramienta de dibujo general como Microsoft Visio), así como también en el estándar IDEF1X.
El concepto de hipertexto, que hace a la World Wide Web extremadamente popular, es bastante similar al concepto central del modelo ER. Actualmente, el Dr. Chen está investigando este vínculo como experto invitado de varios grupos de trabajo de XML del World Wide Web Consortium (W3C).
Asimismo, el modelo ER es la base de algunos trabajos más recientes sobre metodologías de análisis y diseño orientadas a objetos, y de la web semántica. En este sentido, el lenguaje de modelado UML tiene sus raíces en el modelo ER.

### Premios
El Dr. Chen ha recibido numerosos premios prestigiosos en diversas áreas de la tecnología de la información. En 1990 recibió en Nueva York el Data Resource Management Technology Award de la Data Administration Management Association. En 2000, ganó el Achievement Award in Information Management de DAMA International. También en 2000, fue incluido en el Data Management Hall of Fame. Ha recibido el Stevens Award in Software Method Innovation en el 2001; este galardón fue otorgado el 8 de noviembre del mismo año, durante la IEEE International Conference on Software Maintenance en Florencia, Italia. En el 2003, el Dr. Chen recibió el IEEE Harry Goode Award en el encuentro de IEEE-CS Board of Governors en San Diego. Algunos ganadores anteriores de este premio fueron los inventores de computadores, memorias core y semiconductores. En junio del 2003 le concedieron el ACM/AAAI Allen Newell Award en el Banquete de ACM en San Diego.
Del mismo modo, el Dr. Chen ha recibido el Pan Wen-Yuan Outstanding Research Award en el año 2004. El premio antes mencionado se instauró en 1997 y se concede a tres personas cada año (una de Taiwán, otra de China continental y otra del extranjero – fuera de China continental o Taiwán) ligadas con áreas de alta tecnología (incluyendo electrónica, semiconductores, telecomunicaciones, ciencias de la computación, hardware / software, tecnología de la información y ciencias de la información. En el año 2003, el ganador extranjero fue el profesor Andrew Yao de la Universidad de Princeton, quien también ha ganado el ACM Turing Award.

## Literatura
- Chen, Peter Pin-Shan. The Entity-Relationship Model--Toward a Unified View of Data, ACM Transactions on Database Systems 1/1/1976 ACM-Press, ISSN 0362-5915, pp. 9–36.

- Chen Peter Pin-Shan. Entity-Relationship Modeling--Historical Events, Future Trends, and Lessons Learned in Software Pioneers: Contributions to Software Engineering, Broy M. & Denert, E. (eds.) Springer-Verlag, Berlín, Lecturing Notes in Computer Sciences, junio de 2002, pp. 100–114, ISBN 3-540-43081-4